# Vận trù học
Vận trù học là một nhánh liên ngành của toán học ứng dụng và khoa học hình thức, sử dụng các phương pháp giải tích tiên tiến như mô hình toán học, giải tích thống kê, và tối ưu hóa để tìm ra được lời giải tối ưu hoặc gần tối ưu của những vấn đề ra quyết định phức tạp (phức hợp). Bài toán thường đề cập đến xác định kết quả cực đại (của lợi nhuận, hoạt động, hoặc sản lượng) hay cực tiểu (của lãng phí, rủi ro, hoặc chi phí) của một số đối tượng trong thực tế.
Ngoài ra vận trù học còn nghiên cứu phân tích các cấu trúc tình huống phức tạp, tiên đoán được hành vi của hệ, nhờ đó có thể nâng cao khả năng hoạt động của hệ.
Vận trù học có nguồn gốc từ các nghiên cứu trong quân sự trước chiến tranh thế giới lần hai, và các kỹ thuật của nó đã được phát triển để có thể áp dụng trong nhiều ngành công nghiệp.

Nghiên cứu mô hình trong vận trù học, dựa trên Stafford Beer (1959).

## Tổng quan
Vận trù học chứa đựng một lớp rộng các kĩ thuật giải vấn đề và phương pháp áp dụng trong mục tiêu nâng cao và có hiệu quả trong việc ra quyết định.
Một số công cụ dùng trong vận trù học là thống kê, tối ưu hóa, lý thuyết xác suất, lý thuyết hàng đợi (lý thuyết phục vụ đám đông), lý thuyết trò chơi, lý thuyết đồ thị, phân tích quyết định, mô hình toán học và mô phỏng. Bởi vì bản chất của những phương pháp này là tính toán và số hóa, vận trù học cũng liên hệ chặt chẽ với khoa học máy tính.
Các nhà nghiên cứu vận trù học phải đối mặt với vấn đề mới đó là trong những kỹ thuật trên thì kỹ thuật nào miêu tả sát nhất với bản chất của hệ thống, với mục tiêu nâng cấp cũng như bị hạn chế về thời gian và khả năng tính toán của các máy tính.
Nghiên cứu trong vận trù học và khoa học quản lý có thể phân loại thành ba lĩnh vực chính như sau:
- Nghiên cứu cơ sở hoặc nền tảng trong ba lĩnh vực của toán học: Xác suất, tối ưu hóa, và lý thuyết hệ động lực.
- Nghiên cứu mô hình trong việc thiết lập mô hình, phân tích chúng về mặt toán học, mã hóa chúng lên máy tính, giải chúng bằng các công cụ phần mềm, đánh giá hiệu quả thu được từ dữ liệu máy tính. Mức này chủ yếu nhờ máy tính và được định hướng chính bởi xác suất và kinh tế lượng.
- Nghiên cứu ứng dụng trong vận trù học, giống như trong các ngành kĩ thuật và kinh tế, sử dụng các mô hình thu được để áp dụng cho các vấn đề thực tế.

Các nhánh con chính trong vận trù học hiện đại, được phân  loại dựa theo tạp chí Operations Research, là:
- Tính toán và công nghệ thông tin
- Phân tích quyết định
- Môi trường, năng lượng, và tài nguyên thiên nhiên
- Kĩ thuật tài chính
- Sản xuất, khoa học phục vụ, và quản lý chuỗi cung ứng
- Chính sách quản lý và khu vực công cộng
- Quản lý doanh thu
- Mô phỏng
- Mô hình ngẫu nhiên
- Giao thông vận tải